# 왕강 (정치인)
왕강(王剛, 1942년10월 - )은 중화인민공화국의 정치인이다. 제17기 중국공산당 중앙정치국 위원이며, 중국공산당 중앙직속기업공작위원회 서기이다.
1967년 지린 대학 철학부를 졸업했다. 1981년에 중앙에 들어가서 대타이완 정보 공작에 종사했다. 1985년에 판공청으로 옮겨 중앙안관관 장등을 맡았다. 쩡칭훙이 중앙판공청 주임이었던 1994년에 부주임으로 발탁되어 1999년부터 주임에 올랐다. 업무의 성격상, 후진타오의 국내 시찰을 수행하는 일이 많았지만 후진타오와의 관계가 그만큼 좋은 것은 아니다.
2007년 9월에 중앙판공청 주임에서 물러났으며, 10월의 제17회 당대회의 업무를 관리하는 당대회 비서장, 부비서장의 인사가 발표되었다. 관례로는 현직 중앙판공청 주임인 링지화가 부비서장의 말석에 이름이 올라야 했지만, 그 자리에 왕강의 이름이 있었기 때문에, 쩡칭홍의 영향력이 재차 확인되는 결과가 나타났다. 2007년 3월부터 중국인민정치협상회의 제1부주석에 취임했다.
제16기 중앙정치국 위원 후보를 거쳐 제17기 중앙정치국 위원으로 있다.